# Helmsange
Helmsange (en luxemburguès: Helsem) és una vila de la comuna de Walferdange del districte de Luxemburg al cantó de Luxemburg. Està a uns 4,6 km de distància de la ciutat de Luxemburg.

## Història
Abans de l'1 de gener de 1851, Helmsange formava part del municipi de Steinsel.